# Erbo Graf von Kageneck

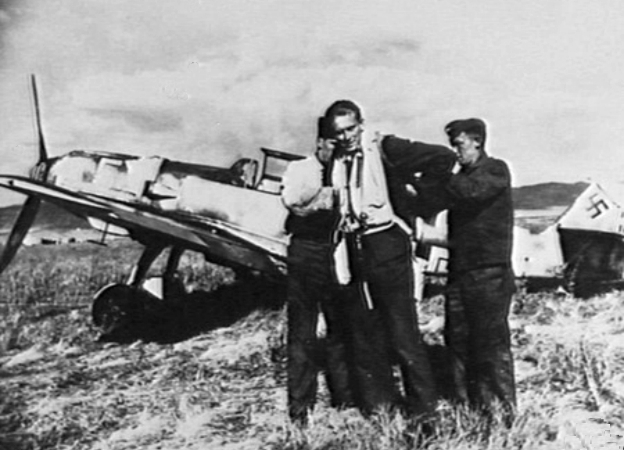
Erbo Graf von Kageneck, 1941

Erbo Graf von Kageneck (* 2. April 1918 in Bonn; † 12. Januar 1942 in Neapel, Italien) war ein deutscher Jagdflieger im Zweiten Weltkrieg.

## Familie
Erbo entstammte dem Adelsgeschlecht Kageneck. Er war das vierte von sechs Kindern (Geschwister: Clemens-Heinrich (1913–2005), Franz-Joseph (1915–1941), Fritz-Leo (1916–1992), August (1922–2004), Elisabeth (1925–2024)) des späteren preußischen Generalmajors und Flügeladjutanten Karl Graf von Kageneck und dessen Ehefrau Maria, geborene Freiin von Schorlemer. Sie war eine Tochter des ehemaligen Landwirtschaftsministers Clemens Freiherr von Schorlemer-Lieser. Sein ältester Bruder Clemens-Heinrich war im Zweiten Weltkrieg Hauptmann einer Panzertruppe und wurde wie Erbo mit dem Ritterkreuz des Eisernen Kreuzes (1943) und dem Eichenlaub zum Ritterkreuz (1944) ausgezeichnet. Sein Bruder Franz Joseph war mit der bayrischen Prinzessin Elisabeth Maria (Tochter des Alfons von Bayern) verheiratet. Er fiel 26-jährig am 29. Dezember 1941 bei Schitinkowo, zwei Wochen vor Erbo. Sein jüngerer Bruder August wurde nach dem Krieg Journalist.

## Leben
Nach vierjährigem Volksschulbesuch in Lieser an der Mittelmosel, dem Wechsel an das Aloisiuskolleg in Bonn und dem dort bestandenen Abitur trat Kageneck 1936 als Fahnenjunker in die Luftwaffe ein. Dort wurde er am 8. November 1939 zum Leutnant befördert. Als Flugzeugführer wurde er in die I. Gruppe des Jagdgeschwaders 1 versetzt, mit dem er am Überfall auf Polen teilnahm. Am 12. Mai 1940 errang er beim Angriff auf die Niederlande seinen ersten Luftsieg über einen Blenheim-Bomber. Über Frankreich errang er insgesamt vier Luftsiege, über England weitere 13. Am 18. Juli 1940 wurde er Staffelkapitän der 9. Staffel des Jagdgeschwaders 27. Von Juli bis Mitte Oktober 1941 war er an der Ostfront eingesetzt, wo er weitere 48 Luftsiege errang. Am 1. Oktober 1941 folgte seine Beförderung zum Oberleutnant. Im Dezember 1941 wurde er mit seiner Staffel nach Nordafrika verlegt. Hier errang er zwei weitere Luftsiege, bevor er am 24. Dezember 1941 über Agedabia einen Bauchschuss erlitt. Sein Gegner in diesem Luftkampf war Clive Caldwell, der mit 28 Abschüssen erfolgreichste australische Jagdflieger des Zweiten Weltkrieges.
Zunächst wurde Kageneck in einem Athener Krankenhaus behandelt. Auf dem Flug in der persönlichen Ju 52 von Generalfeldmarschall Erwin Rommel von Athen nach Neapel erlag er am 12. Januar 1942 im Alter von 23 Jahren seinen schweren Verwundungen.
Insgesamt errang er 67 Luftsiege. Postum wurde er zum Hauptmann befördert.

## Auszeichnungen
- Eisernes Kreuz (1939) II. und I. Klasse
- Ritterkreuz des Eisernen Kreuzes mit Eichenlaub[3]
  - Ritterkreuz am 30. Juli 1941
  - Eichenlaub am 26. Oktober 1941 (39. Verleihung)